# Chiesa di San Biagio (Levico Terme)
La chiesa di San Biagio (o "di San Biagio in Colle") è una chiesa cattolica situata nel comune di Levico Terme, in provincia di Trento. È sussidiaria della parrocchiale del Santissimo Redentore di Levico e fa parte dell'arcidiocesi di Trento.

## Storia

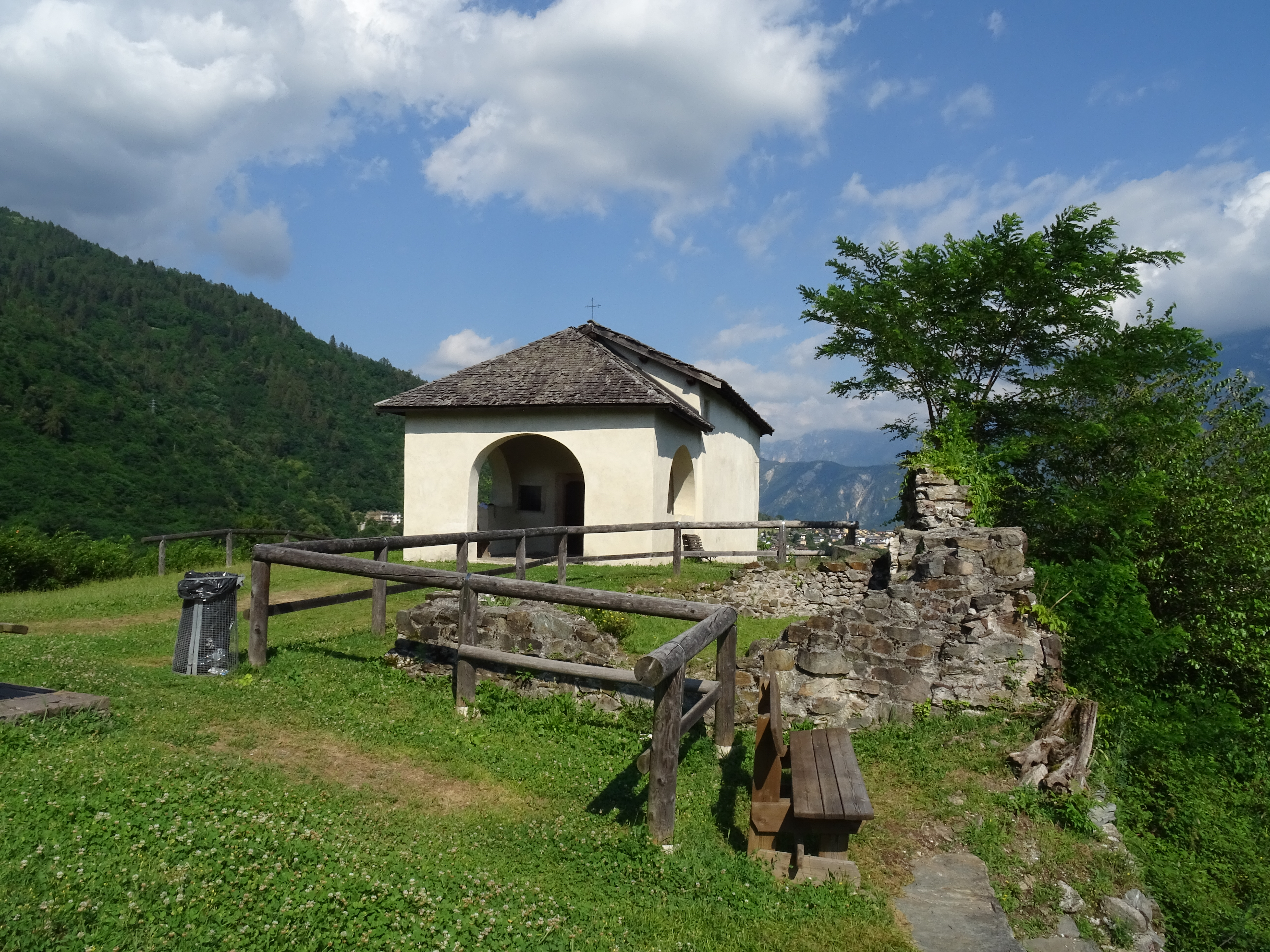
La chiesa con le rovine dell'eremo in primo piano

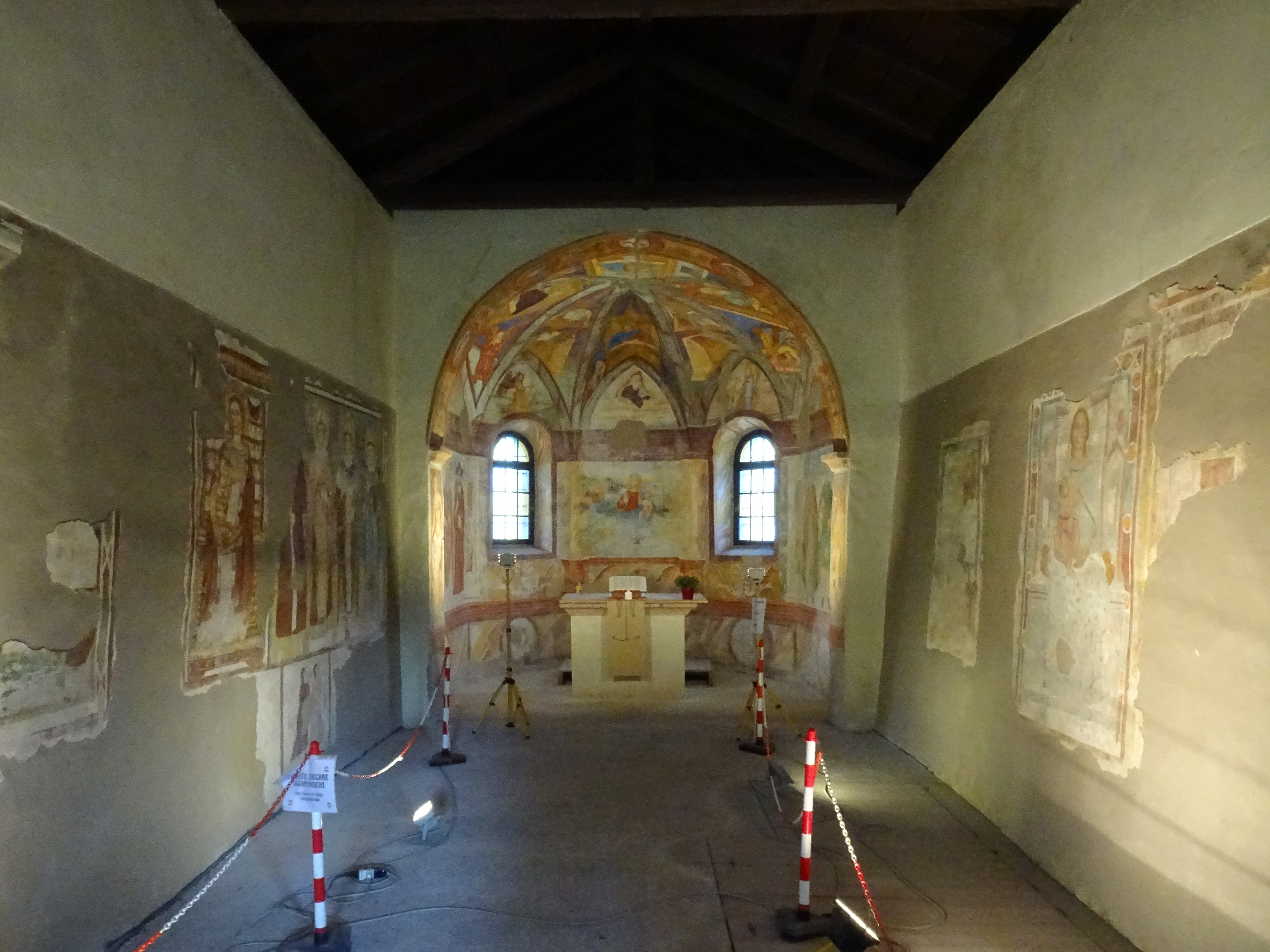
Interno

Un primo luogo di culto sorse sul colle tra il VII e il X secolo; esso era regolarmente orientato verso est e dotato di abside ogivale. In un periodo collocabile tra il 1056 e il 1125 la cappella venne ampliata: la struttura originaria, rialzata di un gradino, venne adibita interamente a presbiterio, con la facciata forse trasformata in arco santo, e venne aggiunta la navata, probabilmente voltata a crociera in tufo; la chiesa, che a un certo punto (seconda metà del XI secolo o inizio del XII) venne gravemente danneggiata forse da un terremoto, era decorata con affreschi a velario bianco e nero e a motivi geometrici colorati.
Tra il 1178 e il 1329 l'edificio venne ulteriormente rimaneggiato, smantellando l'arco santo e ricostruendolo nelle forme attuali, e nella seconda metà del Trecento vi furono altre modifiche, fra cui la posa di un nuovo pavimento in calce. La navata venne affrescata da vari pittori, di ambito veneto e locale, operanti tra il 1290 e tutto il Trecento.
Nel 1506 la facciata venne dotata di un nuovo portale e finestrelle quadrate e l'abside venne rifatta poligonale, e affrescata da un anonimo veneto entro il 1510; questo ampliamento venne finanziato dal notaio Bernardo Barezia de Roncaiis, residente a Levico ma di origine bergamasche, che godeva del favore dell'allora principe vescovo di Trento Giorgio Neideck, il cui stemma venne inserito nella chiesa.
L'altare storico venne smantellato e sostituito dopo il 1568, ma quello nuovo non era provvisto degli arredi sacri, e così, a seguito di una visita pastorale del vescovo di Feltre Giacomo Rovellio del 1585, la chiesa venne chiusa al culto. Nel 1623 vennero aperte due finestre nel presbiterio e nel corso del Settecento venne aggiunto il protiro; tra il Sei e il Settecento, nel prato a sud della chiesa vennero probabilmente sepolte alcune vittime della peste.
A partire dal 1640 la chiesa comincia ad essere custodita da un eremita che dimora in un piccolo edificio adiacente, che in origine faceva forse parte del castello che sorgeva sul dosso (e che già nella primavera del 1620 aveva ospitato un tale francese di nome Giovanni Rondone). Il primo romito, forse identificabile con un "fra Tomaso", venne qui trasferito Santa Giuliana in palude, chiesa che venne abbandonata per l'insalubrità del luogo; egli venne succeduto da Simeone Biasioni di Sover nel 1654, quindi da 1663 al 1671 da fra Domenico di Ancona, il quale ebbe diversi dissidi con il parroco per via della sua "condotta scandalosa". Nel 1675 vi prende dimora il francescano fra Leonardo Fedel di Levico, mentre dal 1698 è documentato il quarantottenne Gaspare Antonio Pompermai: questi, a tratti, condivise l'eremo con altri confratelli, tra cui Giovanni Gabrieli e il sacerdote Giovanni Michele Tabarelli de Fatis; nel 1720 si trasferì nell'eremo anche il sagrestano di Levico Mattia Miotto, vestendo a sua volta l'abito di San Francesco, anche per assistere il Pompermai che era in età avanzata. Nel 1717 il Pompermai lasciò disposizione testamentaria di essere tumulato nella chiesa di San Biagio, come già aveva fatto il Gabrieli prima di lui; due sepolture, che si presume essere le loro, sono in effetti state rinvenute nell'angolo nordovest della navata. Dopo il Miotto l'eremo rimase vuoto per un buon periodo; l'ultimo romito, tal Pietro Antoniolli, è documentato nel 1767; l'eremo venne poi soppresso dalle disposizioni giuseppine nel 1782.
Durante la prima guerra mondiale la chiesa si trovava sotto la linea di tiro del vicino forte Col de le Bene, e subì danni alle murature; durante il conflitto la popolazione di Levico venne esiliata in Boemia e Moravia, e scomparve la pala d'altare documentata dal 1639, che raffigurava san Biagio con san Gregorio Magno e altri due, forse san Martino e san Lorenzo. Durante i lavori di riparazione avvenuti nel 1924-25 vennero riscoperti e restaurati gli affreschi della navata, che erano occultati sotto uno spesso strato di intonaco. Ulteriori restaurti sono documentati nel 1951-52 (rifacimento e riparazione delle coperture, aggiunta di un controsoffitto in legno, rifacimento dei pavimenti interni ed esterni e restauro degli intonaci), nel 1983 (rifacimento delle coperture e rimozione del controsoffitto, cucitura delle crepe nella volta dell'abside) e nel 1990 (restauro degli affreschi), nonché indagini archeologiche nel 1993-94.
La chiesa è stata più volte vandalizzata nel 1996, 2009 e 2022.

## Descrizione

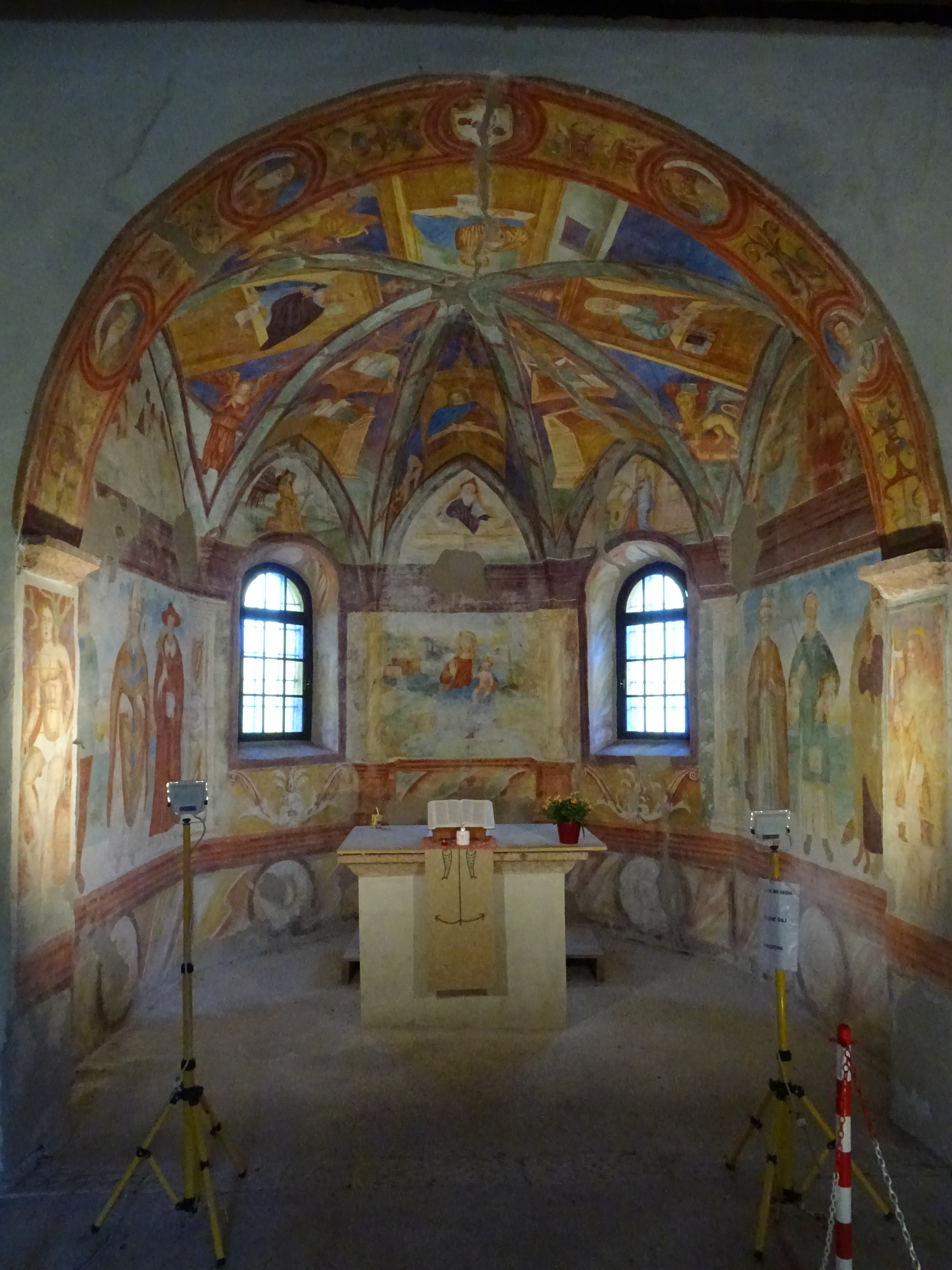
Abside

La chiesa di San Biagio, regolarmente orientata ad est, sorge a 570 m s.l.m. su un colle sopra la sponda settentrionale del lago di Levico, sito frequentato già nella preistoria (sono stati rinvenute tracce di un castelliere della seconda metà dell'età del ferro) e forse sede di un castello durante l'alto Medioevo; nei pressi si trovano i pochi ruderi dell'eremo, abitato fino al 1767 circa; si trattava di un edificio a tre piani, di cui uno interrato, forse in origine parte del castello.
Si presenta con facciata a capanna, aperta dal portale d'accesso e da due finestrelle rettangolari, tutti incorniciati in pietra; sull'architrave del portale, un'incisione fa riferimento all'ampliamento cinquecentesco voluto dal notaio Bernardo Barezia de Roncaiis. La facciata è preceduta da un grande portico quadrangolare pavimentato in porfido, con arcata ribassata frontale e luci lunettate laterali. I fianchi della chiesa sono ciechi e rinforzati da alcuni barbacani, con una meridiana dipinta sul lato meridionale. Le uniche finestre, due monofore centinate, sono collocate sui lati obliqui dell'abside. I manti di copertura sono in scandole di legno sul portico, e in lastre di porfido sulla navata.
L'interno è a navata unica, che è la parte più antica dell'edificio odierno, chiusa da un soffitto a capriate e pavimentata in battuto di calce; l'arco santo a pieno centro introduce al presbiterio con abside poligonale voltato a ombrello. L'altare è un'ara realizzata in muratura e pietra calcarea.

### Affreschi

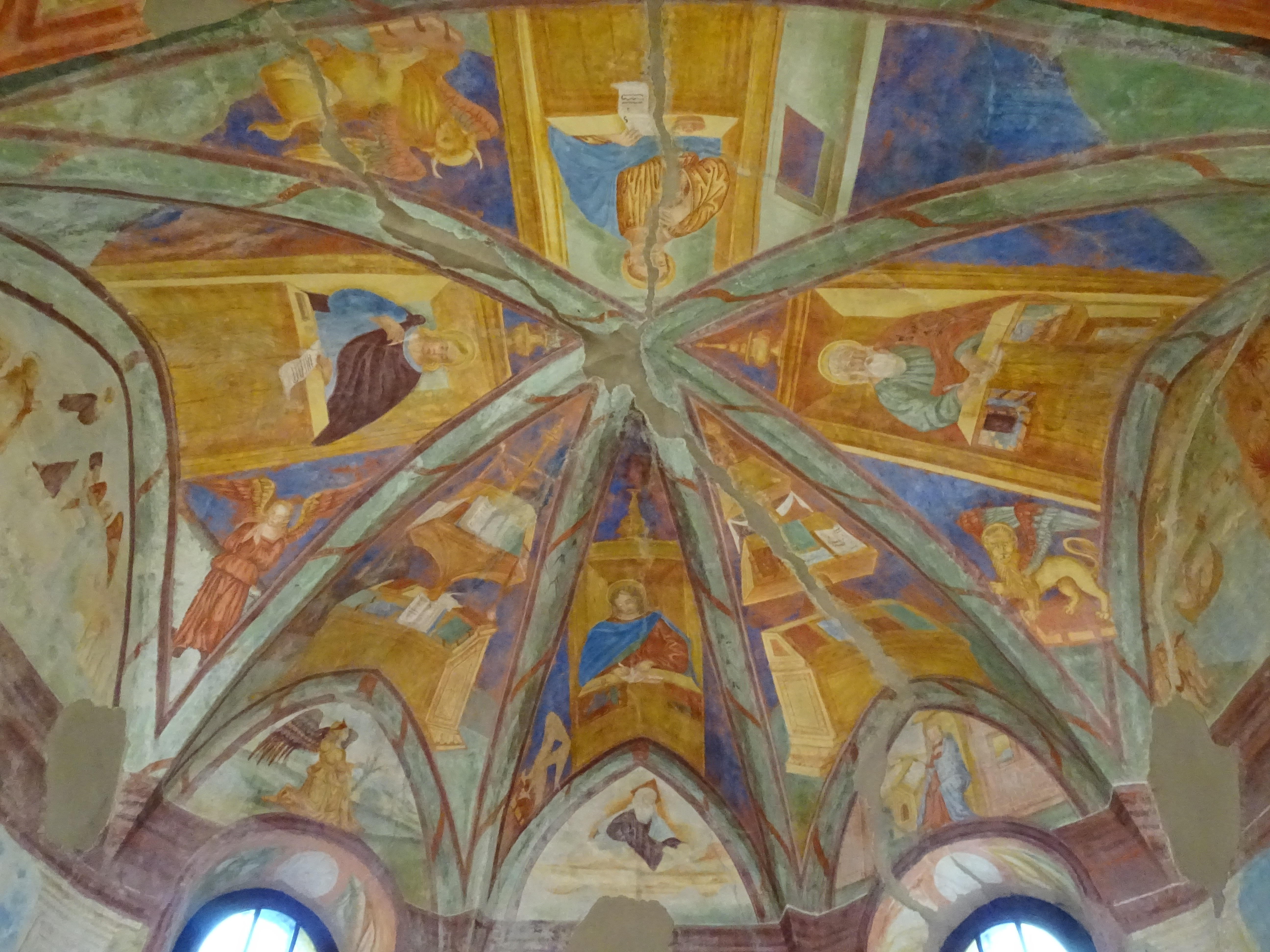
Affreschi della volta dell'abside

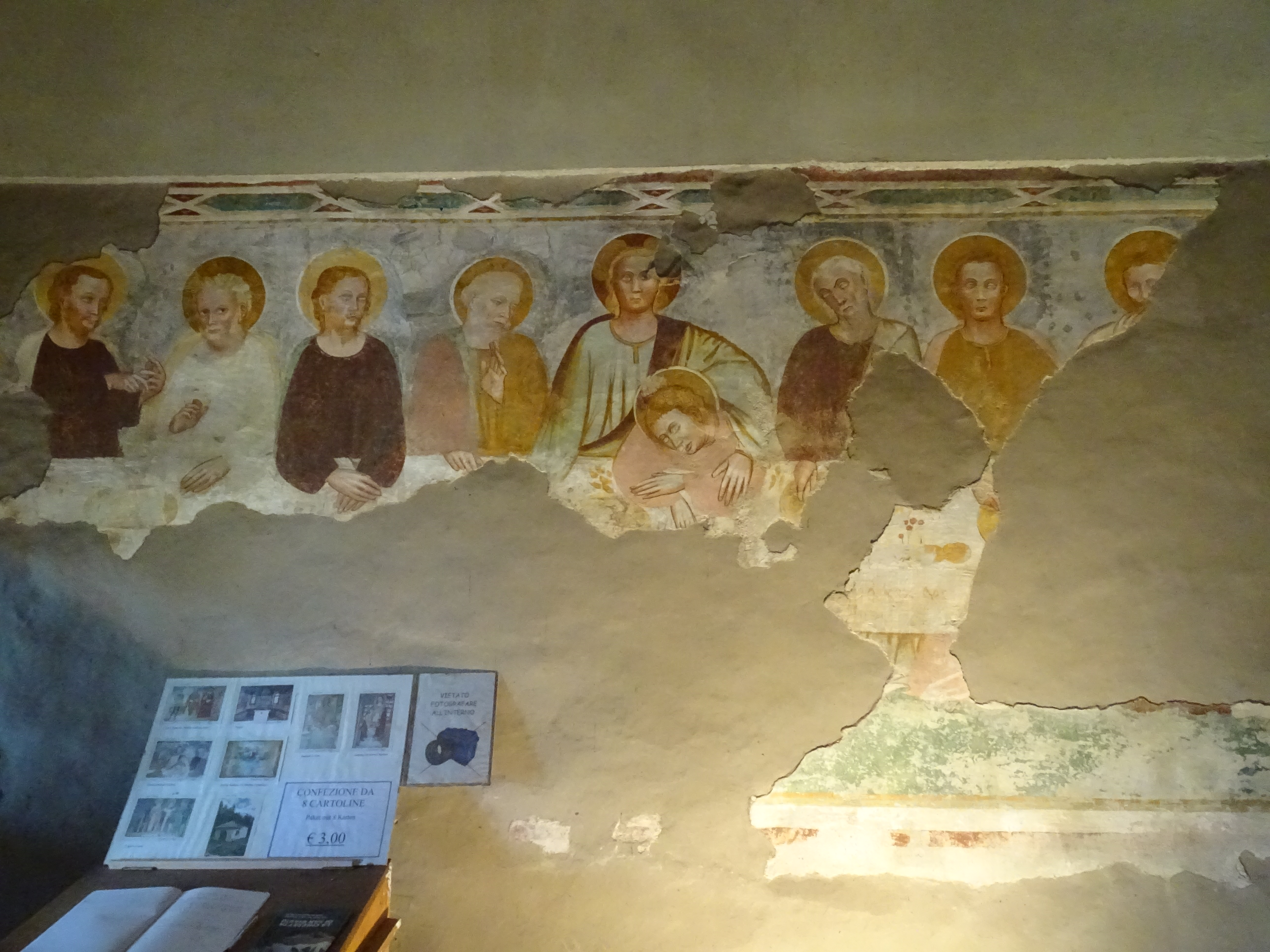
Affresco dell'Ultima Cena

All'interno della chiesa si conservano affreschi molto importanti per lo studio dell'arte nel Trentino orientale; sono stati studiati sia da Nicolò Rasmo, sia da Antonio Morassi, i quali danno pareri discordanti sulla datazione e la paternità delle opere.
Sulla parete sinistra della navata si trova un'Ultima Cena della seconda metà del Trecento molto frammentaria, di cui Rasmo disse che "si distingue per vivace impostazione scenica ed eloquenti note espressive"; il Rasmo attribuisce l'opera a un frescante veneto d'influsso padovano, mentre Morassi lo vuole legato alla scuola riminese che operò anche nel refettorio dell'abbazia di Pomposa. Segue una Madonna del Latte assisa su un gradone ricoperto di ermellino e con due stelle di David ai lati del capo, opera di un pittore itinerante lombardo di scuola giottesca oppure di pittori veneti influenzati dalla scuola padovana; l'affresco è comparabile a quelli di San Vigilio di Cles, San Paolo di Pavillo, San Tommaso a Cavedago e altri. Concludono la parete quattro santi non identificabili, simili per stile all'affresco raffigurante il santo titolare dell'eremo di San Lorenzo in val di Sella; secondo Rasmo sarebbero d'inizio Trecento, mentre Morassi li colloca a inizio Quattrocento; due devoti inginocchiati, uno dei quali porta un turibolo, appaiono in un piccolo riquadro sottostante.
La parete destra della navata comincia con una scena assai degradata e ormai illeggibile, di cui restano solo alcune figure sedute in una tribuna; più avanti campeggia una Madonna con Bambino in trono, in cui la Vergine offre al figlio una mela; un'iscrizione alla base (CCCXLVI) consentirebbe di collocarne la realizzazione nel 1346, e l'autore, secondo Rasmo, sarebbe un trentino ritardatario, legato ad uno stile precedente. Infine c'è una figura incoronata da un angelo (forse un re, oppure san Biagio, oppure il committente, o ancora san Matteo).
Gli affreschi del presbiterio e dell'arco santo, eseguiti verso il 1506, sono stati attribuiti dal Morassi a un pittore friulano vicino alla scuola di Domenico da Tolmezzo, e dal Rasmo a un pittore veneto di ambito rinascimentale. Sui pilastri dell'arco santo si trovano i santi Rocco e Sebastiano; sopra di loro quattro profeti e, in alto al centro dell'arco, lo stemma del principe vescovo di Trento Giorgio Neideck, costituito da tre conchiglie su fondo bianco. La parete di fondo dell'abside è decorata da una Madonna con Bambino su un paesaggio rinascimentale; ai lati vari santi: Valentino, Martino e Bagio a sinistra, Gregorio, Lorenzo e Antonio abate a destra; nelle lunette, Dio Padre (al centro), l'Annunciazione (ai suoi lati, con l'angelo Gabriele a sinistra e la Vergine a destra), il Paradiso (a sinistra) e l'Inferno (a destra, con Caronte che trasporta i dannati); nelle vele i quattro evangelisti con i relativi simboli.